# آن شدین
آن روث شِدین (انگلیسی: Luanne Ruth Schedeen؛ زادهٔ ۸ ژانویهٔ ۱۹۴۹) یک هنرپیشه اهل ایالات متحده آمریکا است.
از فیلم‌ها یا مجموعه‌های تلویزیونی که وی در آن‌ها نقش داشته است می‌توان به مرد شش میلیون دلاری اشاره نمود.